# Amphineurus (Rhamphoneurus) nothofagetorum
Amphineurus (Rhamphoneurus) nothofagetorum is een tweevleugelige uit de familie steltmuggen (Limoniidae). De soort komt voor in het Neotropisch gebied.